# Goświnowice (stacja kolejowa)
Goświnowice – stacja kolejowa w miejscowości Goświnowice, w województwie opolskim, w powiecie nyskim, w gminie Nysa, w Polsce. Jest to ważna stacja ruchu towarowo-przeładunkowego, mniejsze znaczenie ma dla ruchu pasażerskiego (w okresie 2010 - 2018 brak takiego ruchu, od 2018 wznowiono jako ruch sezonowy). Dawna, niemiecka nazwa stacji brzmiała Giesmannsdorf.

## Ruch pasażerski
W roku 2022 dobowa wymiana pasażerska na stacji wynosiła 0-9 pasażerów.

## Historia
28.12.1874 uruchomienie linii Kamieniec Ząbkowicki – Paczków – Otmuchów – Goświnowice (29 km)
12.06.1876 uruchomienie linii Nysa – Goświnowice (9 km)